# 登米市歴史博物館
登米市歴史博物館（とめしれきしはくぶつかん）は、宮城県登米市迫町佐沼にある博物館。

## 概要
2000年（平成12年）、迫町歴史博物館として開館。2005年（平成17年）に登米郡8町が合併し登米市となり、現在の名称となった。鹿ヶ城公園にある博物館で、幕藩体制時代の佐沼郷の武家と民衆の暮らしをテーマに展示している。

## 開館時間・休館日
- 開館時間 9時00分～16時30分（入館は16時00分まで）
- 休業日 月曜（祝日の場合翌日）、年末年始[4]

## 入館料
- 無料

## アクセス
- 登米市役所から徒歩10分。市役所へはJR各駅から登米市民バスあり。
- JR東北本線・新田駅から車で15分
- 東北自動車道・築館インターチェンジから20分,若柳金成インターチェンジから20分
- 三陸沿岸道路・登米インターチェンジから10分

## 駐車場
- 無料